# Villa (Rõuge)
Villa is een plaats in de Estlandse gemeente Rõuge, provincie Võrumaa. De plaats heeft de status van dorp (Estisch: küla) en telt 8 inwoners (2021). In 2000 waren dat er nog 21.
De plaats behoorde tot in oktober 2017 tot de gemeente Haanja. In die maand werd Haanja bij de gemeente Rõuge gevoegd.

## Geografie
Ten zuiden van het plaatsje liggen de meren Plaani Külajärv (23,1 ha) en Alasjärv (7,2 ha). De rivier Piusa ontspringt aan het Plaani Külajärv en stroomt door het Alasjärv.
Bij het dorp ligt een vroegere offerbron, de Villa ohvriallikas. Op 40 meter afstand ligt een steen met de reputatie van offersteen, de Villa Tõnisekivi.

## Geschiedenis
Villa werd voor het eerst genoemd in 1561 onder de Russische naam Томасъ Вилильев (‘Tomas Vililjev’), maar het is niet helemaal zeker dat dit het latere Villa was. Latere namen: in 1626 Wiely Hanns, in 1627 Wille Hanns, in 1630 Wilba Hans, in 1638 Willy Hans en in 1684 Willa Kylla, zijn beter gedocumenteerd. Het was een boerderij op het grondgebied van het Russisch-orthodoxe klooster van Petsjory. Na 1566 viel de boerderij onder het landgoed Neuhausen (Vastseliina) en na 1638 onder het landgoed Hahnhof (Haanja). In 1684 was de boerderij uitgegroeid tot dorp (in de combinatie Willa Kylla moet met kylla wel küla zijn bedoeld, het Estische woord voor ‘dorp’).
Tussen 1977 en 1997 maakte Villa deel uit van het buurdorp Plaani.